# Nuanță
Nuanța este una dintre cele trei caracteristici principale ale culorilor percepute, împreună cu tonul și intensitatea. Nuanța (hue) este de asemenea și una din cele trei dimensiuni în unele spații de culori, pe lângă luminozitate și saturație. Este acel aspect al unei culori descris cu nume ca "roșu", "albastru", etc.